# Кавовий фільтр

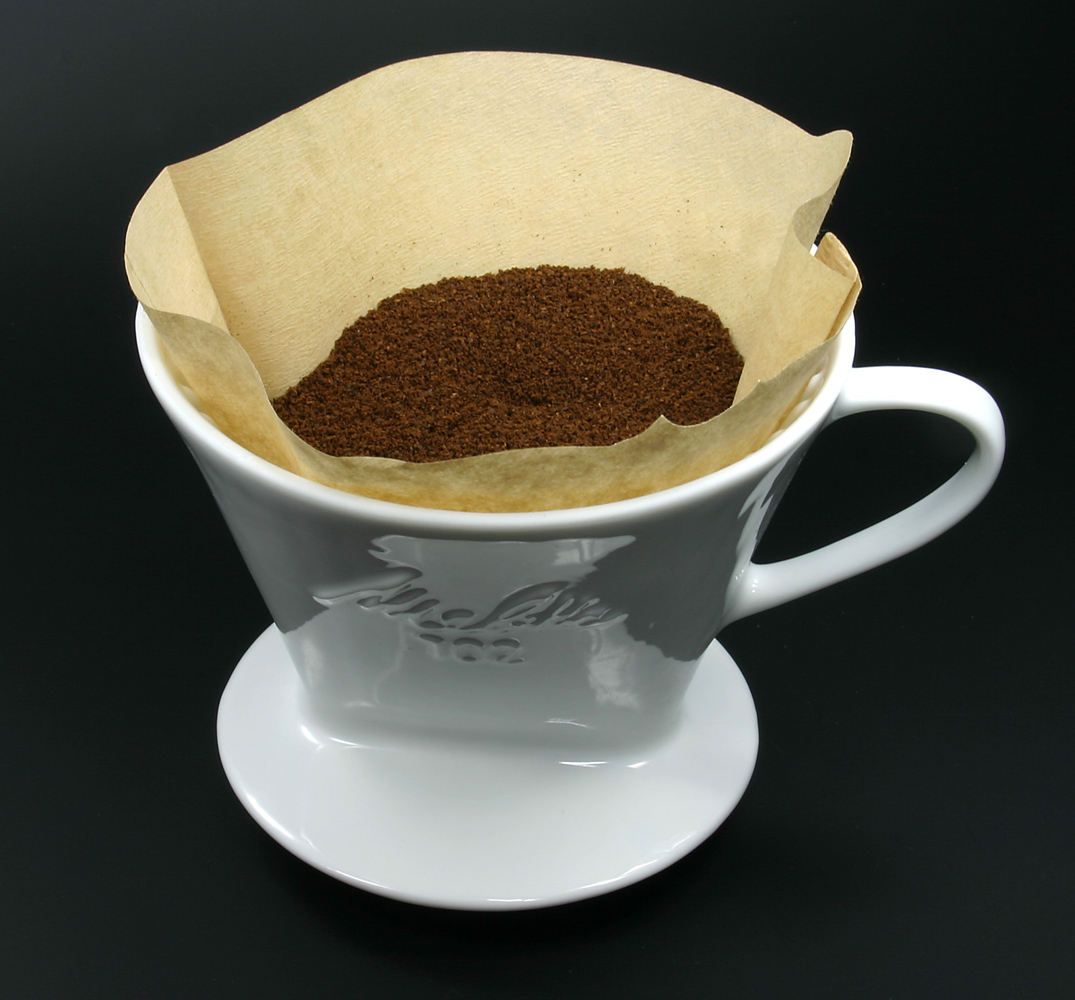
Порцеляновий фільтр з вкладеним в нього паперовим фільтром

Фільтр для кави чи кавовий фільтр — фільтр для затримання кавової гущі при приготуванні кави. Найчастіше кавові фільтри виготовляють з паперу, проте також існують фільтри зі сталі, алюмінію, порцеляни та пластику.

## Історія
Найрозповсюдженіший вид фільтра для кави у вигляді воронки з паперу винайшла 35-річна домогосподарка з Дрездену Меліттою Бенц, яка стала використовувати для фільтрування кави промокальний папір із зошита свого сина, вкладений у горщок з отвором. 20 червня 1908 року вона отримала патент на корисну модель. З стартовим капіталом в 73 пфенніга Мелітта разом зі своїм чоловіком Хуго заснувала компанію Melitta по виробництву кавових фільтрів.
До винаходу Мелітти Бенц були відомі металеві і керамічні пристосування для затримування кавової гущі, також інколи як фільтр використовували полотно.

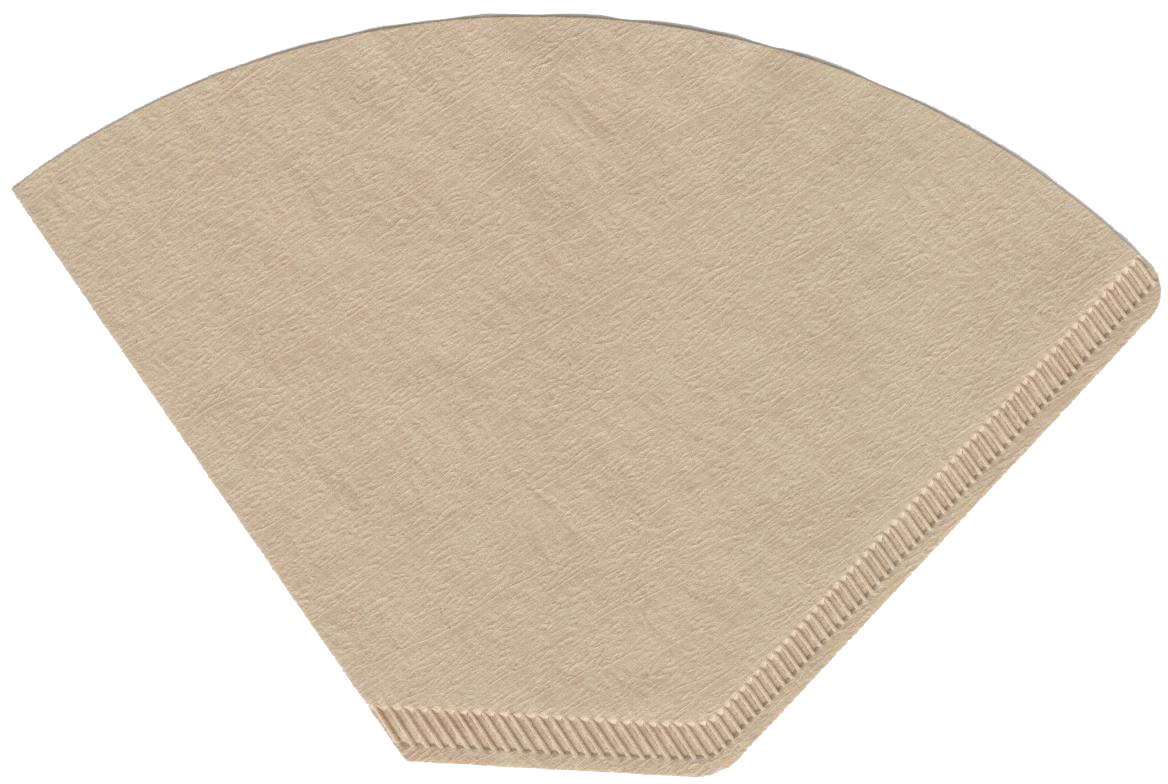
Паперовий фільтр

## Паперовий фільтр
Паперові фільтри фабричного виробництва бувають різноманітних кольорів і розмірів: від маленьких, розрахованих на одну філіжанку кави, до великих, призначених для швидкого приготування великих об'ємів кави. Кавові фільтри також використовуються у фільтраційних  кавоварках.